# Rune Ericson
Rune Ericson (* 29. Mai 1924 in Stockholm, Schweden; † 4. Februar 2015 in Thailand) war ein schwedischer Kameramann und der Erfinder der Super 16-Technik mit gelegentlichen Ausflügen zur Dokumentarfilmregie. 

## Leben
Ericson, seit Mitte der 1960er Jahre einer der führenden Bildgestalter seines Landes, erhielt in der Spätphase des Zweiten Weltkriegs seine foto- und kameratechnische Ausbildung, fotografierte bereits 1944 eigenverantwortlich einen Kurzfilm und startete bei Kriegsende seine Arbeit zunächst als Standfotograf und zweiter Kameramann bei dem Kinderfilm Die Kinder vom Wildbachfelsen (Barnen från Frostmofjället) unter der Leitung des soeben zum Chefkameramann aufgestiegenen Sven Nykvist. Nur zwei Jahre darauf stieg Rune Ericson selbst zum Chefkameramann auf. 
Bis in die 1960er Jahre hinein musste er sich zumeist mit der Fotografie von zweitrangigen Unterhaltungsfilmen begnügen, danach arbeitete Ericson regelmäßig mit renommierten Regisseuren wie Mai Zetterling, Jörn Donner, Vilgot Sjöman, Jarl Kulle sowie mit den US-Amerikanern Susan Sontag und Jerry Lewis, bei dessen mysteriösem KZ-Drama The Day the Clown Cried er gleichfalls hinter der Kamera stand, zusammen. Gelegentlich führten ihn Aufträge auch nach Deutschland: so stand er 1955 als einfacher Kameramann unter Göran Strindbergs Chefkamera bei der deutsch-schwedischen Gemeinschaftsproduktion Schwedenmädel ebenso hinter der Kamera wie auch 1972 bei dem in München entstandenen Olympiafilm München 1972 – 8 berühmte Regisseure sehen die Spiele der XX. Olympiade. Seine größten Erfolge feierte er jedoch mit kind- und jugendgerechten Filmen wie Ronja Räubertochter, die oftmals nach Vorlagen von Astrid Lindgren entstanden.
Rune Ericson hat auch einige Dokumentarfilme fotografiert und inszeniert; seine 1962 hergestellte Arbeit über den Maler Hagalund brachte ihm auf der Berlinale 1964 die Nominierung für den Goldenen Bären ein. Darüber hinaus hat er sich als versierter Kameratechniker und Erfinder der Super-16-mm-Technik hervorgetan. Für diese Leistung wurde er 2002 mit einem Academy Award of Commendation ausgezeichnet.
Ericson hat sich auch in anderen Belangen künstlerisch hervorgetan: als Gitarrist, Pianist, Sänger und Maler von Ölbildern.
Rune Ericson starb während eines Ferienaufenthaltes in Thailand.

## Filmografie
als Kameramann, wenn nicht anders angegeben
- 1944: Med älven mot havet (Kurzfilm)
- 1947: Meisterdetektiv Kalle Blomquist (Mästerdetektiven Blomkvist)
- 1947: Det vänliga fjället
- 1948: Robinson i Roslagen
- 1948: Skarpsill går till!
- 1950: Södrans revy
- 1951: Starkare än lagen
- 1951: Tini-Kling (auch Schnitt)
- 1952: Döderhultarn
- 1952: Wenn die Liebe erwacht (Klasskamrater)
- 1952: Alles Glück dieser Erde (All jorden fröjd)
- 1952: Früchte der Liebe (Ogift fader sökes)
- 1953: I Mau-Mau land (nur Dokumentarfilmregie)
- 1954: En natt på Glimmingehus
- 1954: Flicka utan namn
- 1955: Sol över Chaggaland (nur Dokumentarfilmregie und Schnitt)
- 1955: Farligt löfte
- 1955: Die Neue (Flickan i regnet)
- 1955: Das Recht zu lieben (Rätten att älska)
- 1956: Finnskogens folk
- 1956: Moln over Hellesta
- 1956: Johan på Snippen
- 1957: Sjutton år
- 1957: Som man bäddar...
- 1958: Vi på Väddö
- 1959: Trelleborg porten mot kontinenten (Dokumentarfilm)
- 1959: Vänner på vägen (Dokumentarfilm)
- 1960: Vikingabygd i jetåldern (Dokumentarfilm)
- 1960: Engel - gibt’s die? (Änglar, finns dom?)
- 1962: Der Maler O.O. Hagalund (Olle Olsson-Hagalund) (nur Dokumentarfilmregie und Drehbuch)
- 1963: Kurragömma
- 1963: En vacker dag...
- 1964: Lieber John (Käre John)
- 1964: Die schwedische Hochzeitsnacht (Bröllopsbesvär)
- 1965: Festivitetssalongen
- 1965: Sotaren (Dokumentarfilm)
- 1966: Verschwiegene Spiele (Nattlek)
- 1966: Tvärbalk
- 1967: Stimulantia
- 1967: Le viol
- 1968: Doktor Glas
- 1968: Die Mädchen (Flickorna)
- 1968: Bokhandlaren som slutade bada (auch Filmrolle)
- 1970: Ministern
- 1970: Zwillinge (Bröder Carl)
- 1970: Glücklicher Scheißer (Lyckliga skitar)
- 1971: Troll
- 1972: The Day the Clown Cried
- 1972: München 1972 – 8 berühmte Regisseure sehen die Spiele der XX. Olympiade
- 1973: Provfilm Fuji negativ (Industriekurzfilm)
- 1974: Vita nejlikan
- 1974: Lejonet och Jungfrun
- 1974: Kom till Casino
- 1976: Die Brüder Löwenherz (Bröderna Lejonhjärta)
- 1978: Charlotte Löwensköld
- 1979: Jag är Maria
- 1980: Die Kinder von den blauen Bergen (Barna från Blåjöfjället)
- 1980: Från och med Herr Gunnar Papphammar
- 1980: Mannen som blev miljonär
- 1981: Rasmus und der Vagabund (Rasmus på luffen)
- 1984: Ronja Räubertochter (Ronja Rövadottar)
- 1986: Amorosa
- 1987: Mälarpirater
- 1988: SOS – en segelsällskapsresa
- 1991: Den ofrivillige golfaren